# Shahrestān di Qorveh
Lo shahrestān di Qorveh (farsi شهرستان قروه) è uno dei 10 shahrestān della Provincia del Kurdistan, il capoluogo è Qorveh. Lo shahrestān è suddiviso in 3 circoscrizioni (bakhsh): 
- Centrale (بخش مرکزی), con le città di Qorveh e Delbaran.
- Serishabad (بخش سریش‌آباد), con la città di Serishabad.
- Chahardoli (بخش چهاردولی), con la città di Dezej.